# Xã West Deerfield, Quận Lake, Illinois
Xã West Deerfield (tiếng Anh: West Deerfield Township) là một xã thuộc quận Lake, tiểu bang Illinois, Hoa Kỳ. Năm 2010, dân số của xã này là 31.077 người.